# Хорватська поліція

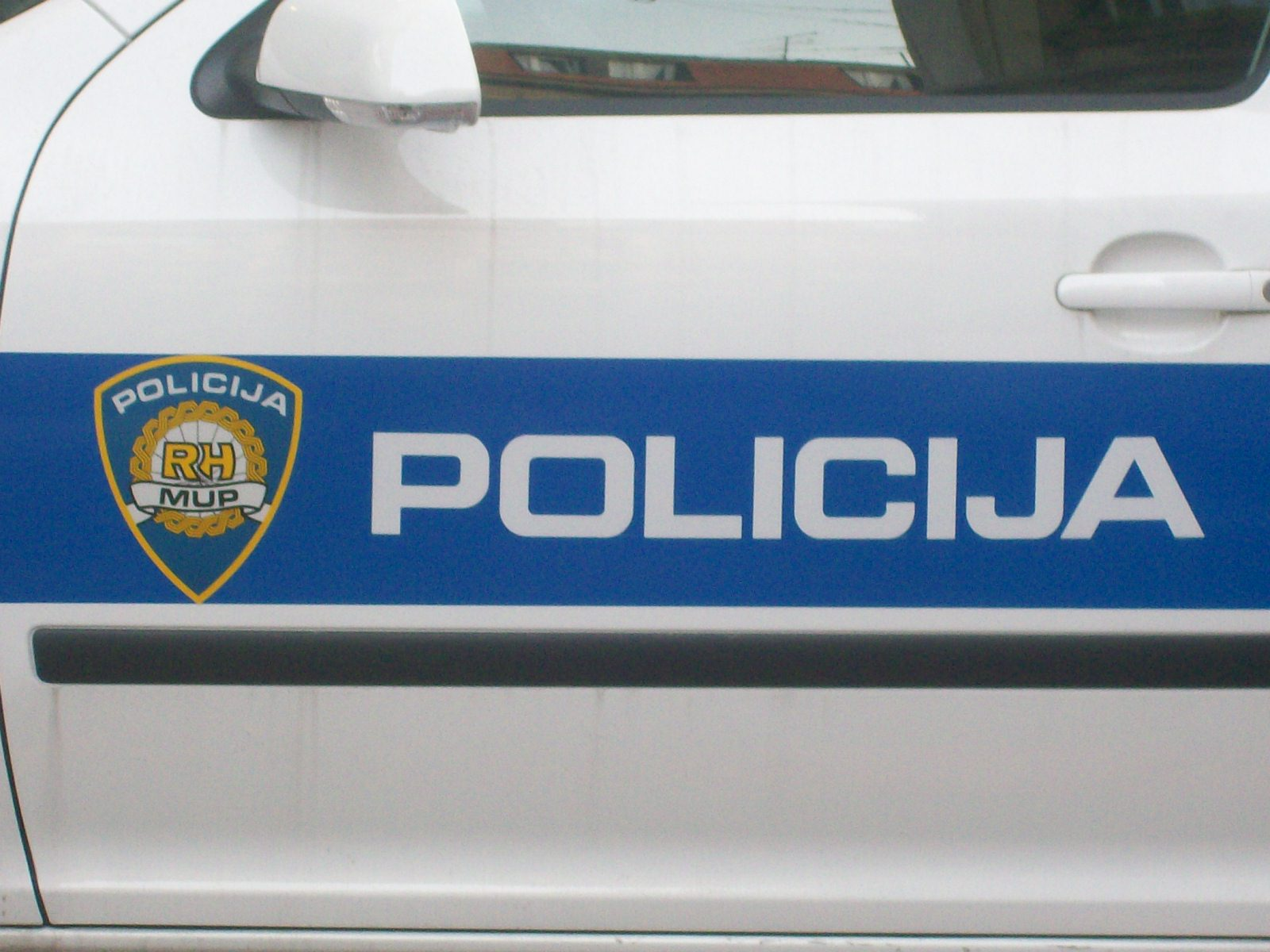
Відзнака на автомобілі поліції

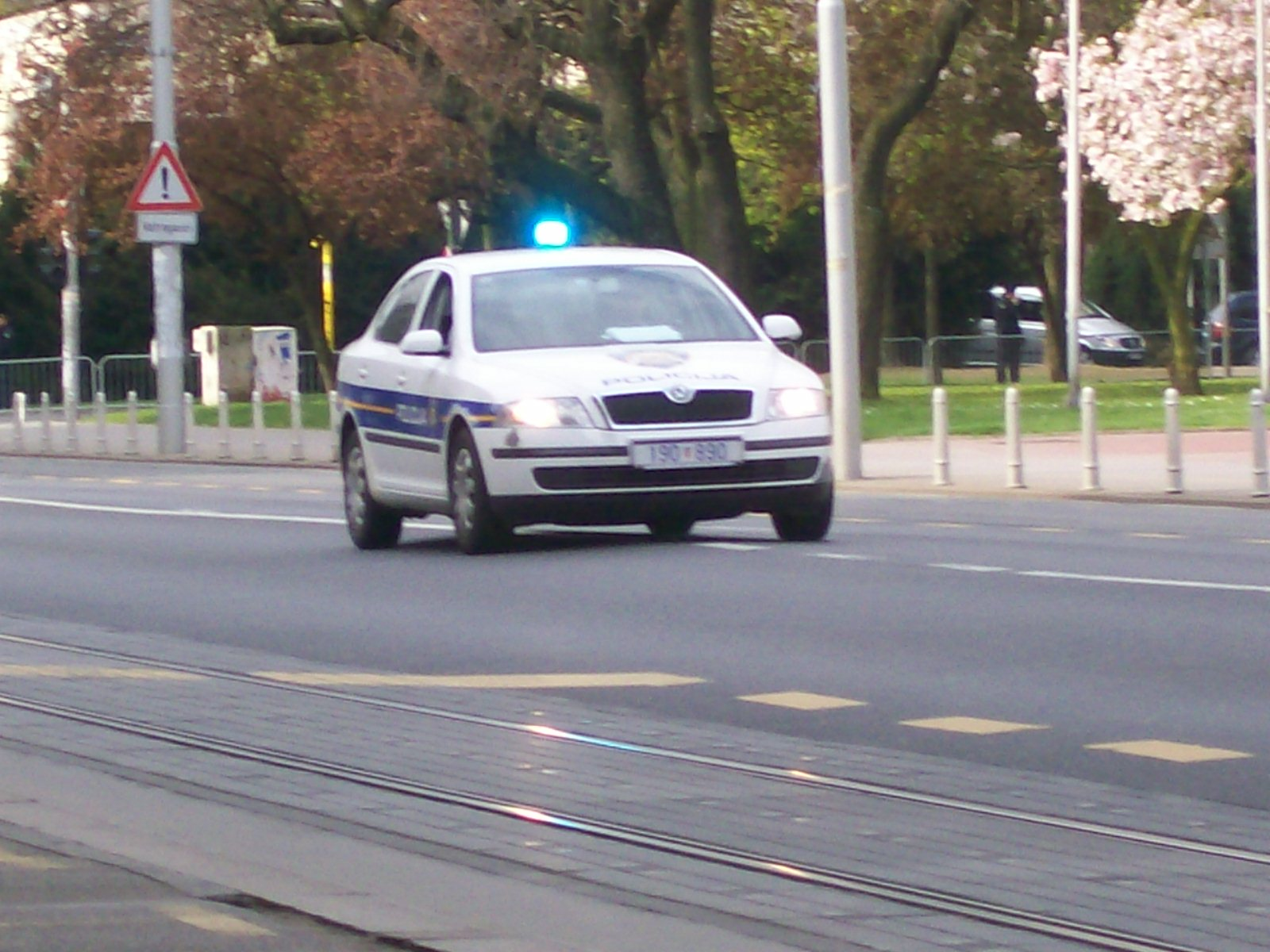
Автомобіль поліції

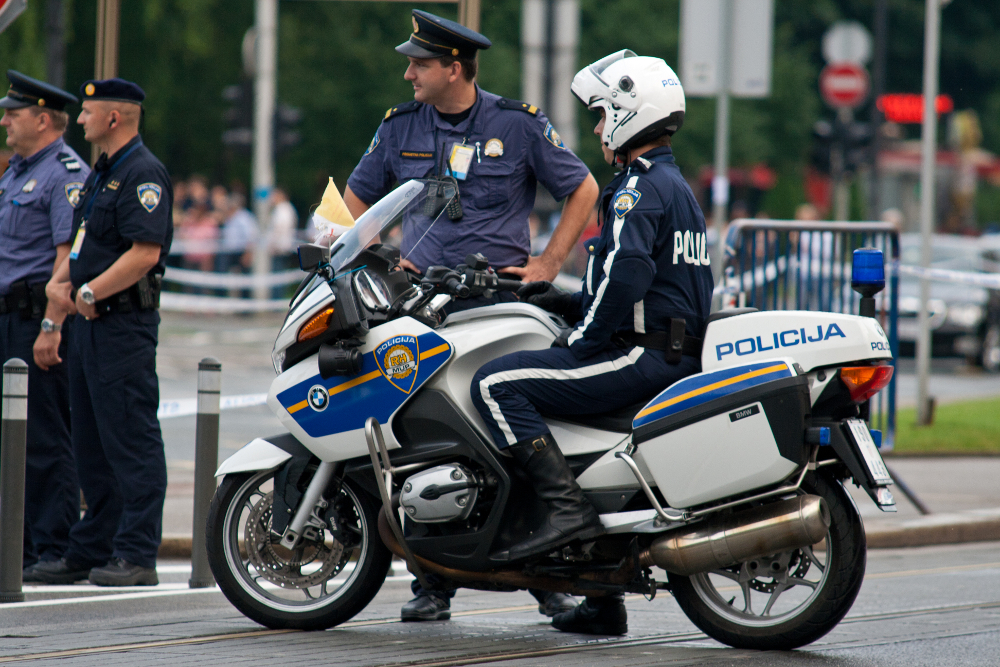
Поліційний мотоцикл

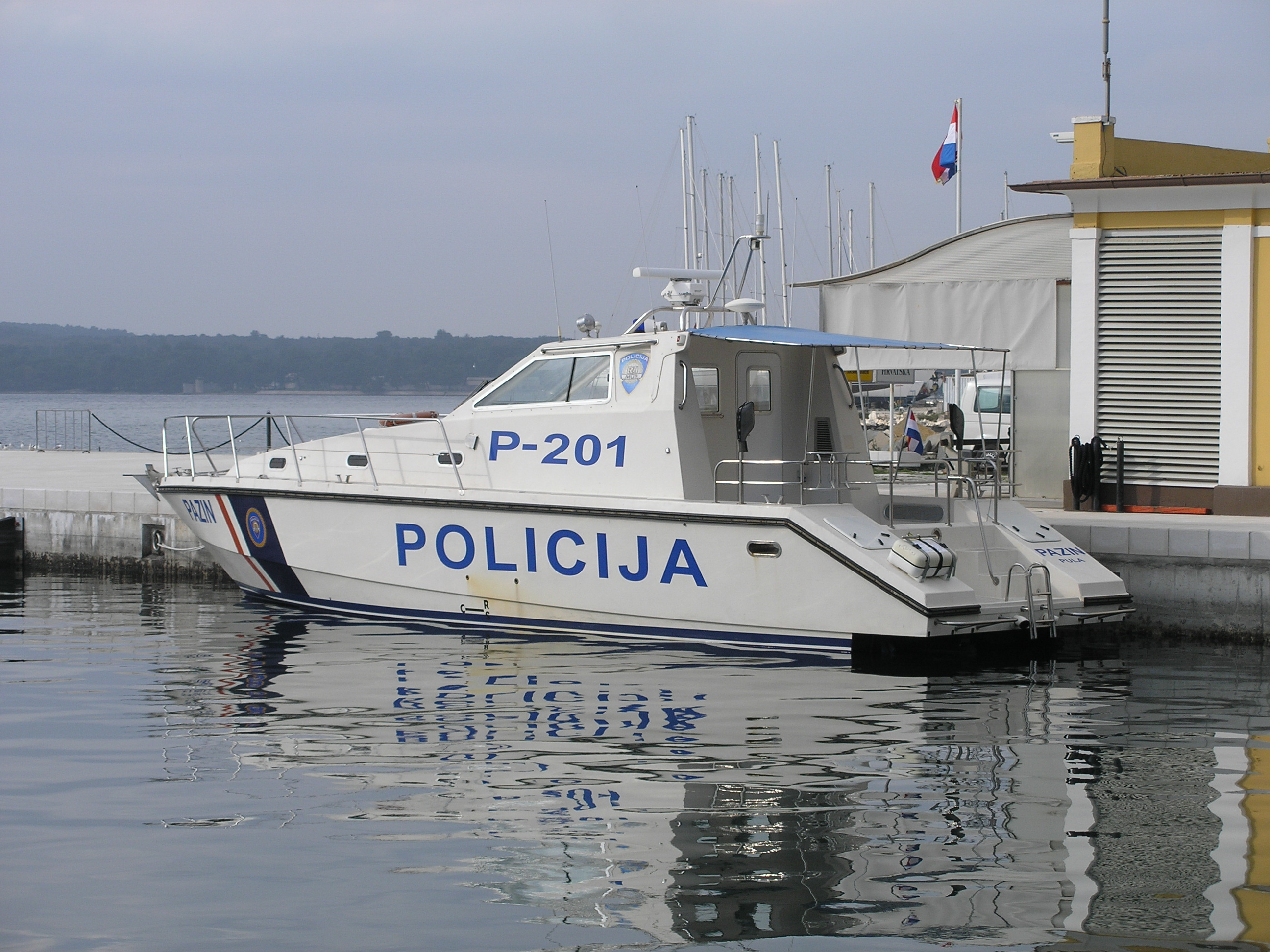
Патрульне судно поліції

Хорва́тська полі́ція (хорв. Hrvatska policija) — національна поліція Хорватії. Створена в 1990 році на базі підрозділів Республіканського секретаріату внутрішніх справ Соціалістичної Республіки Хорватії — складової частини Союзного секретаріату внутрішніх справ Соціалістичної Федеративної Республіки Югославії. Керується Законом про поліцію, ухваленим Палатою депутатів хорватського Сабору 14 грудня 2000 (набув чинності 1 січня 2001) і оприлюдненим в «Офіційному бюлетені» (Narodne novine) № 129/00.
Останніми роками правоохоронна служба зазнає реформування за сприяння міжнародних агентств, у тому числі Організації з безпеки і співробітництва в Європі, місія якої почалася в Хорватії 18 квітня 1996 і в яку країна вступила 24 березня 1992.

## Коло завдань
До завдань поліції належать: захист життя людини, законності, безпеки і цілісності, захист майна, запобігання злочинам і проступкам та їх викриття, пошук винуватців злочинів, проступків і правопорушень та передавання їх компетентним органам, регулювання дорожнього руху і управління ним, ведення справ іноземців, контроль і охорона державного кордону та інші передбачені законом дії.
В оперативному відношенні, завдання поліції поділяються на: питання, пов'язані з громадським спокоєм і порядком, справи, дотичні безпеки громадських зібрань, питання прикордонного нагляду, справи безпеки дорожнього руху, захист від вибухових пристроїв, карний розшук, карно-технічні питання, облік злочинів, адміністративні справи, питання, пов'язані з громадянством, питання статусу та притулку, справи захисту і порятунку, інспекційні та технічні питання.

## Повноваження
Співробітник поліції у Хорватії може зупиняти і обшукувати людину, тільки якщо суд видав ордер і цілком можливо, що ця людина порушила закон або заволоділа предметами чи знаряддями, які вважаються незаконними.
Поліціянт має право застосовувати вогнепальну зброю, тільки якщо є безпосередня загроза для його власного життя та/або життя інших людей, з метою запобігання злочину, скоєння якого карається строком позбавлення волі на п'ять і більше років, або ж для запобігання втечі ув'язненого за злочин, строк позбавлення волі за який не менше ніж десять років.

## Організаційна структура
Керує поліцією Хорватії Міністерство внутрішніх справ через Генеральну дирекцію поліції (хорв. Ravnateljstvo policije, «Головне управління поліції»), яка несе відповідальність за:
- відстеження і аналіз стану безпеки та ситуацій, що призводять до виникнення і розвитку злочинності;
- узгодження, проведення та контроль роботи підрозділів поліції;
- участь у складніших операціях поліції;
- забезпечення виконання міжнародних угод щодо співпраці поліції та інших міжнародних актів, які відносяться до компетенції Генеральної дирекції поліції;
- організація та проведення слідчих дій;
- створення умов для ефективної роботи у Поліційній академії;
- ухвалення стандартів для оснащення і техніки;
- підготовку до діяльності у разі надзвичайного стану.

Генеральну дирекцію поліції очолює генеральний директор поліції (Glavni Ravnatelj Policije).
Інші організаційні форми у межах Генеральної дирекції поліції:
- Управління поліції (Uprava policije)
- Управління кримінальної поліції (Uprava kriminalističke policije)
- Управління прикордонної поліції(Uprava za granicu)
- Командування спеціальної поліції (Zapovjedništvo specijalne policije)
- Центр оперативного зв'язку поліції (Operativno-komunikacijski centar policije)
- Центр судово-медичних експертиз (Centar za kriminalistička vještačenja)
- Поліційна академія (Policijska akademija)

Для безпосереднього ведення правоохоронної діяльності існує 20 територіальних управлінь, розподілених за чотирма категоріями, охоплюючи всю територію Республіки Хорватії відповідно до організації місцевих органів влади (поділу на округи/жупанії).

## Звання

### Основна поліція (Temeljna policija)
| Стажист із середньою освітою | Стажист із вищою освітою    | Поліціянт | Старший поліціянт | Сержант поліції     | Старший сержант поліції  | Інспектор поліції    | Старший інспектор поліції | Самостійний інспектор поліції   | Головний інспектор поліції  | Радник поліції       | Головний радник поліції     | Заступник директора поліції  | Директор поліції   |
| Policajac vježbenik SSS      | Policajac vježbenik VŠS/VSS | Policajac | Viši policajac    | Policijski narednik | Viši policijski narednik | Policijski inspektor | Viši policijski inspektor | Samostalni policijski inspektor | Glavni policijski inspektor | Policijski savjetnik | Glavni policijski savjetnik | Zamjenik ravnatelja policije | Ravnatelj policije |
|                              |                             |           |                   |                     |                          |                      |                           |                                 |                             |                      |                             |                              |                    |

### Оперативна поліція (Interventna policija)

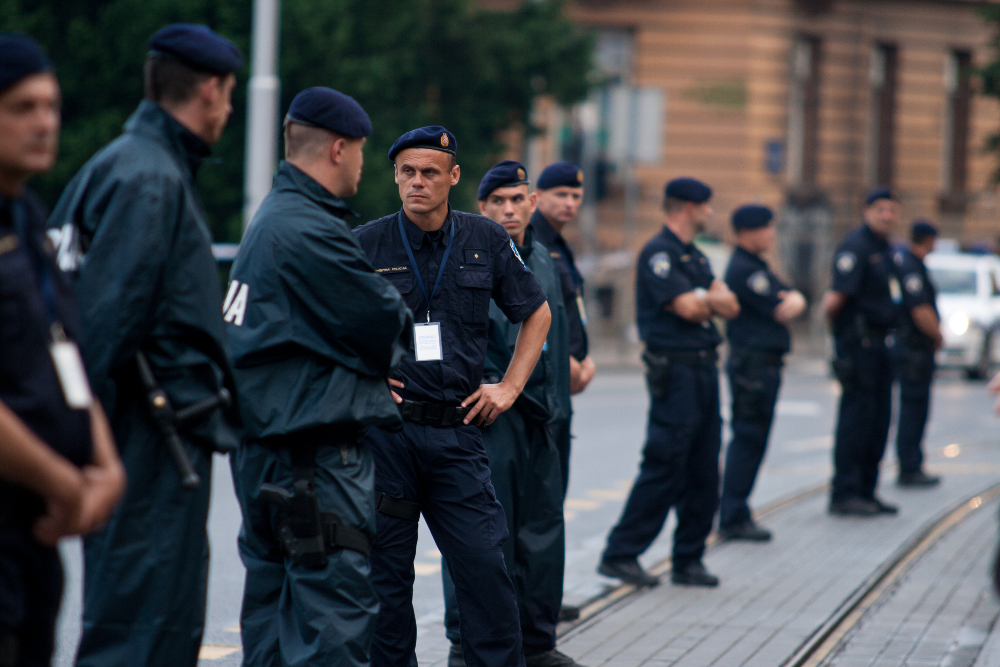
Співробітники оперативної поліції

| Співробітник оперативної групи поліції | Керівник оперативної групи         | Командир відділення оперативної поліції | Командир взводу оперативної поліції-Інструктор | Помічник командира загону оперативної поліції      | Командир загону оперативної поліції      | Заступник/Помічник командира підрозділу оперативної поліції | Командир загону оперативної поліції       | Інструктор штабу оперативної поліції | Помічник командира оперативної поліції     | Командир загону оперативної поліції |
| Policajac u interventnoj policiji      | Vođa grupe u interventnoj policiji | Zapovjednik odjeljenja                  | Zapovjednik voda – instruktor                  | Pomoćnik zapovjednika satnije interventne policije | Zapovjednik satnije interventne policije | Zamjenik zapovjednika – pomoćnik zapovjednika               | Zapovjednik jedinice interventne policije | Policijski službenik – instruktor    | Pomoćnik zapovjednika interventne policije | Zapovjednik interventne policije    |
|                                        |                                    |                                         |                                                |                                                    |                                          |                                                             |                                           |                                      |                                            |                                     |

### Спеціальна поліція (Specijalna policija)

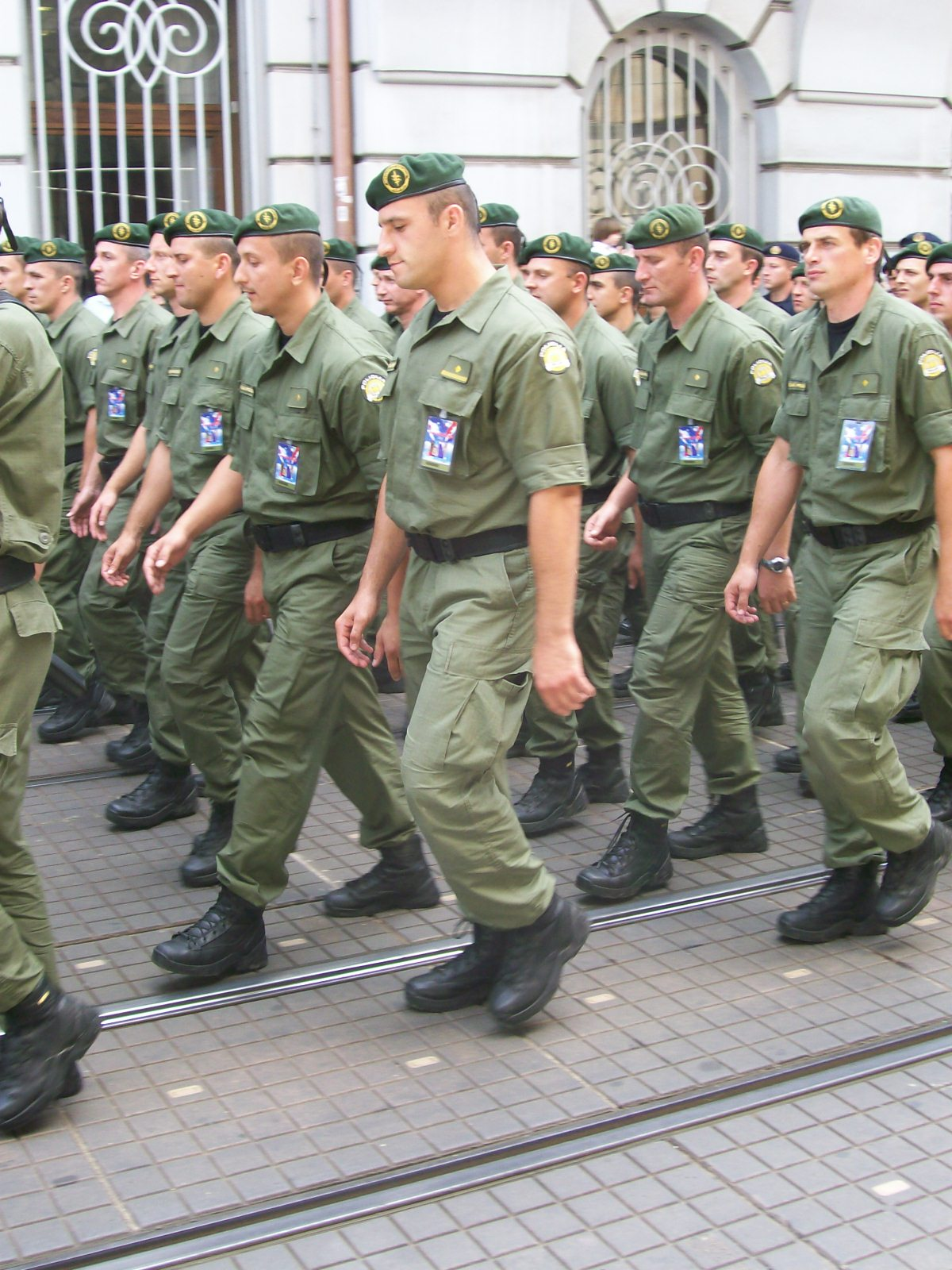
Співробітники спеціальної поліції

| Поліціянт-спеціаліст   | Керівник спеціалізованої групи | Інструктор-командир взводу спеціальної поліції                | Помічник командира підрозділу спеціальної поліції  | Командир підрозділу спеціальної поліції  | Інструктор штабу спеціальної поліції            | Помічник командира спеціальної поліції    | Командир підрозділу спеціальної поліції |
| Policajac - specijalac | Vođa specijalističke grupe     | Instruktor – zapovjednik voda u specijalnoj jedinici policije | Pomoćnik zapovjednika specijalne jedinice policije | Zapovjednik specijalne jedinice policije | Instruktor u zapovjedništvu specijalne policije | Pomoćnik zapovjednika specijalne policije | Zapovjednik specijalne policije         |
|                        |                                |                                                               |                                                    |                                          |                                                 |                                           |                                         |

## Озброєння
- - MP5
  - Uzi, використовується копія варіанту міні-Узі, який випускається як Mini ERO[6]
  - G36C
  - CZ75
  - HS 2000
  - H&K UMP
  - H&K MP7
  - H&K 417

## Оснащення

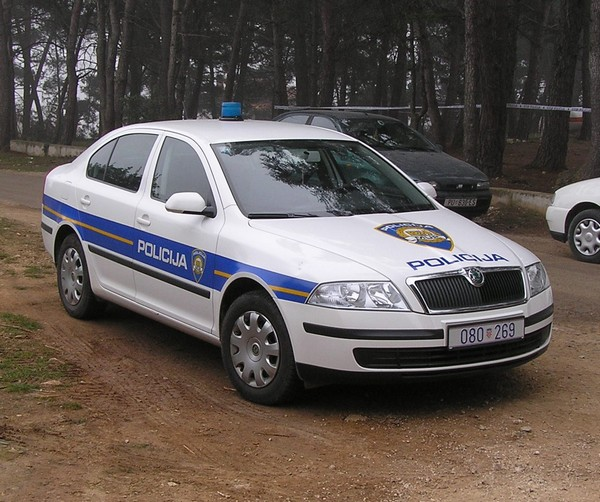
Поліційна машина
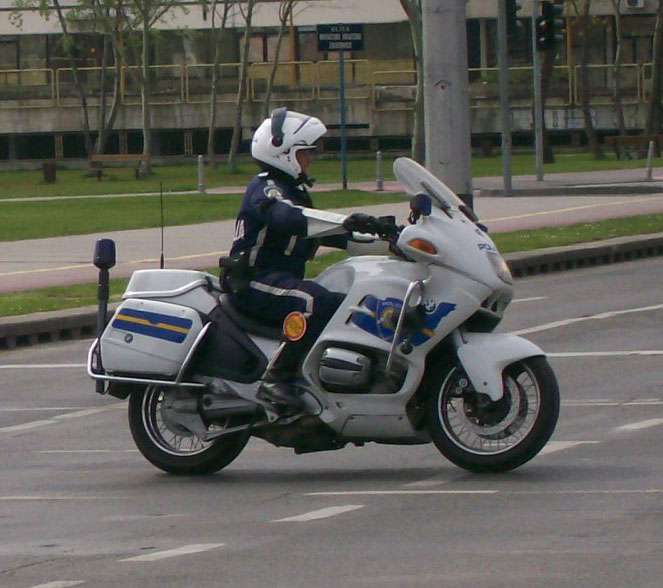
Офіцер, що патрулює Загреб на мотоциклі
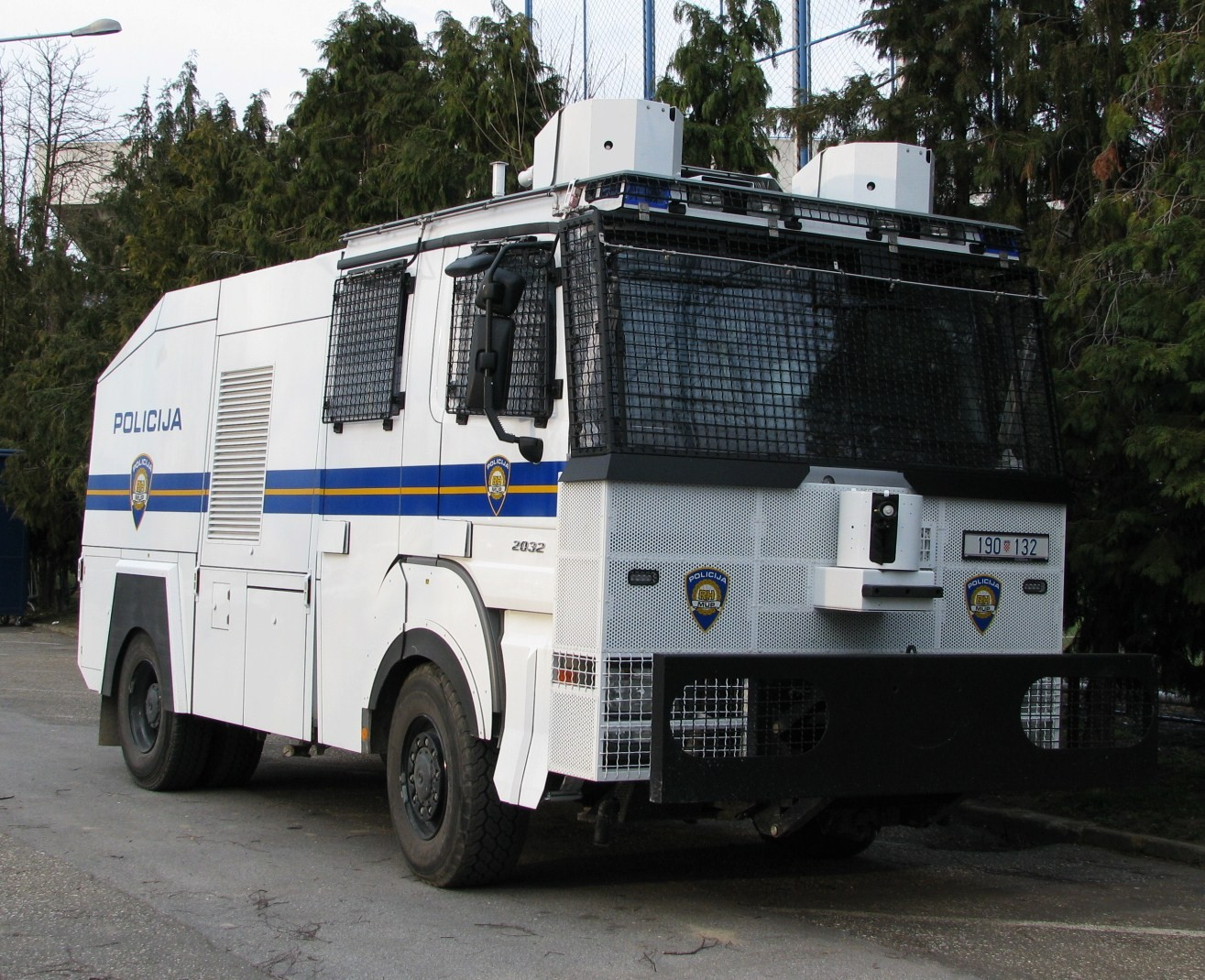
Водомет CVT-6000
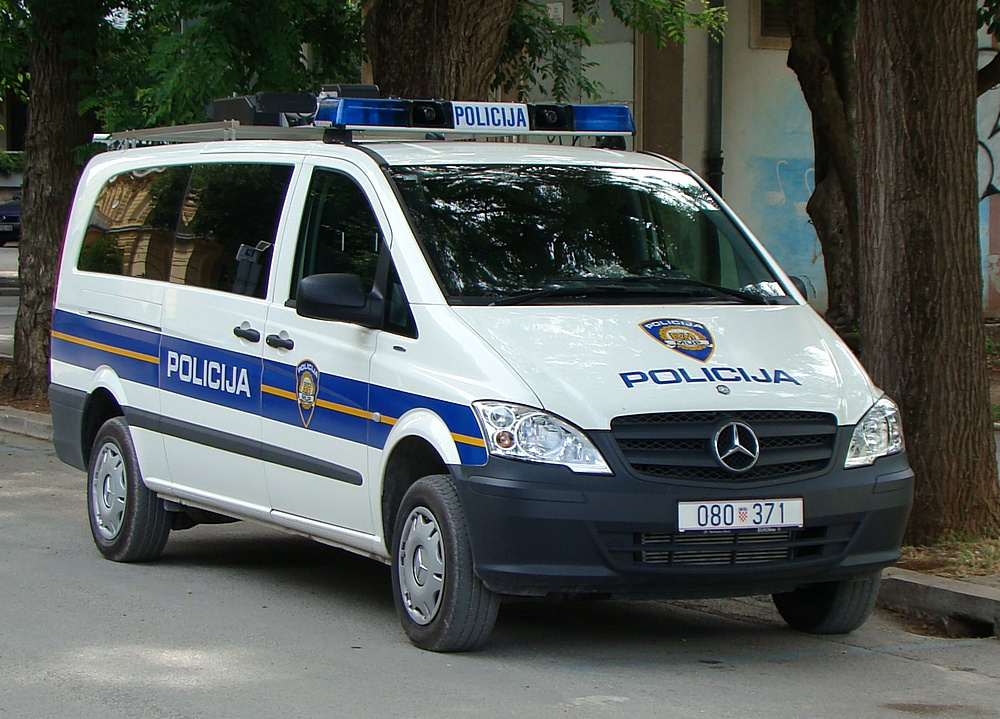
Поліційний фургончик
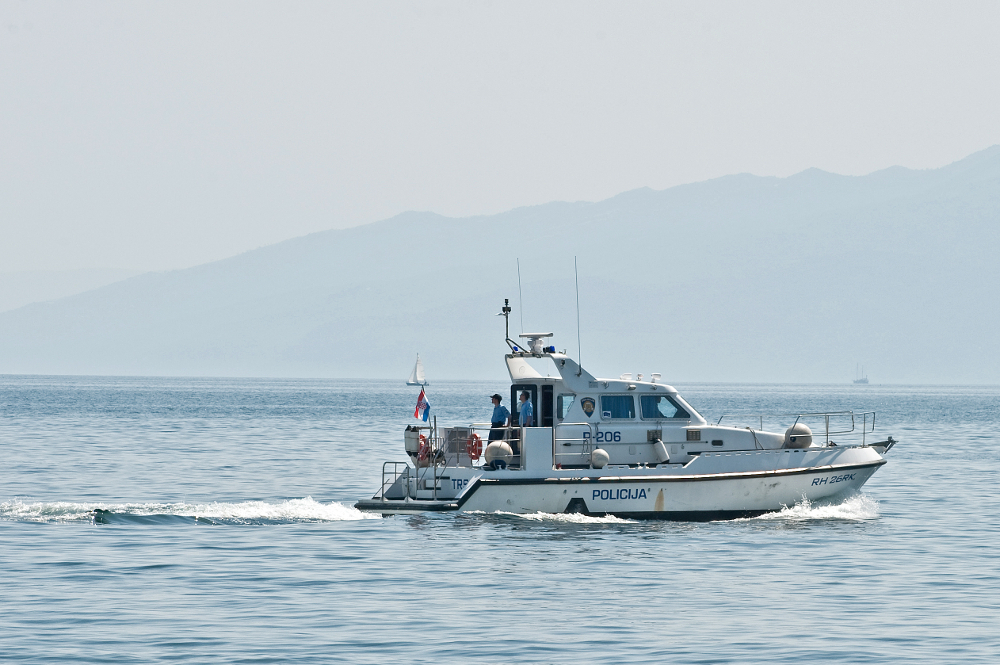
Поліційний катер

### Вертольоти

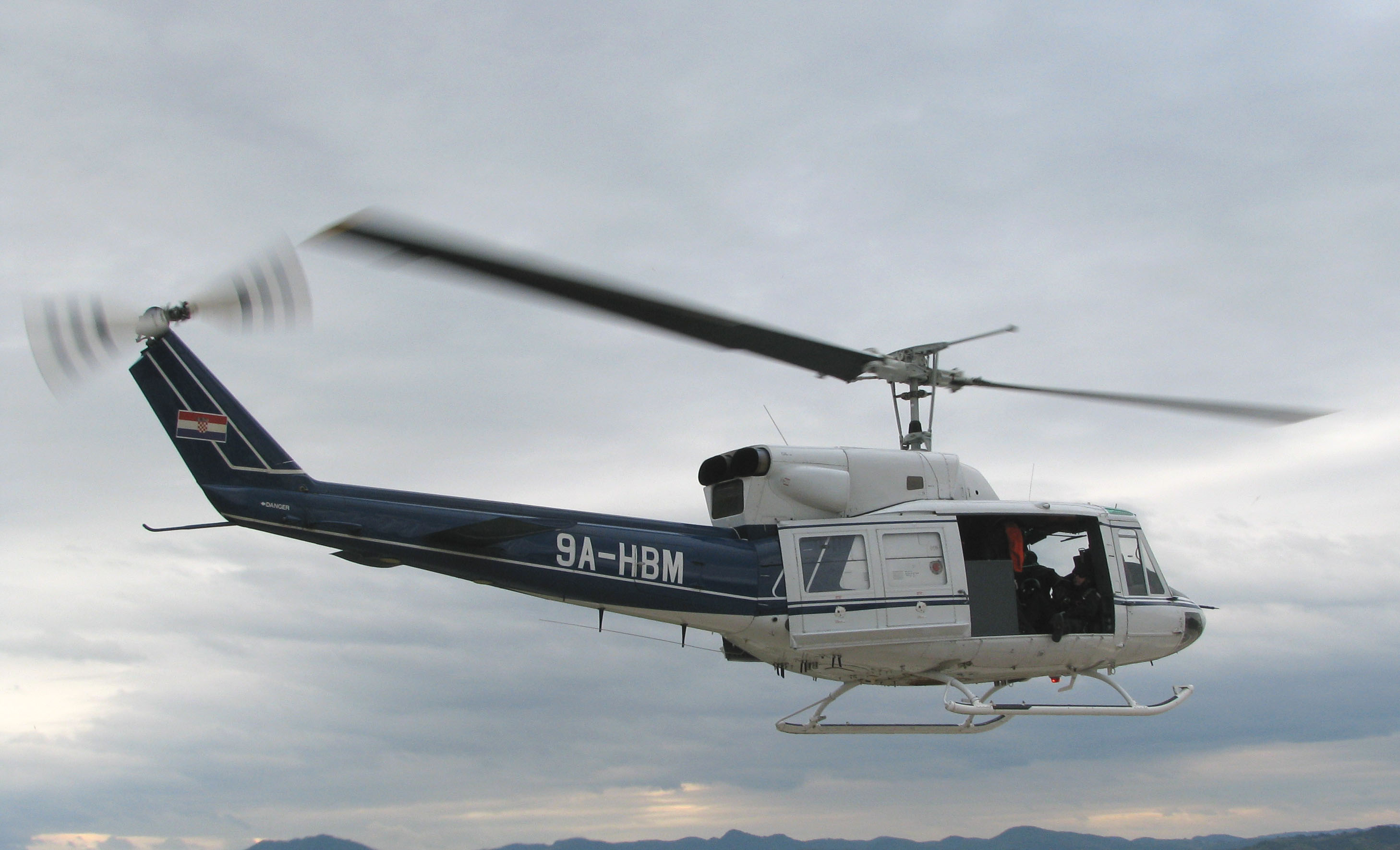
Один Agusta-Bell 212
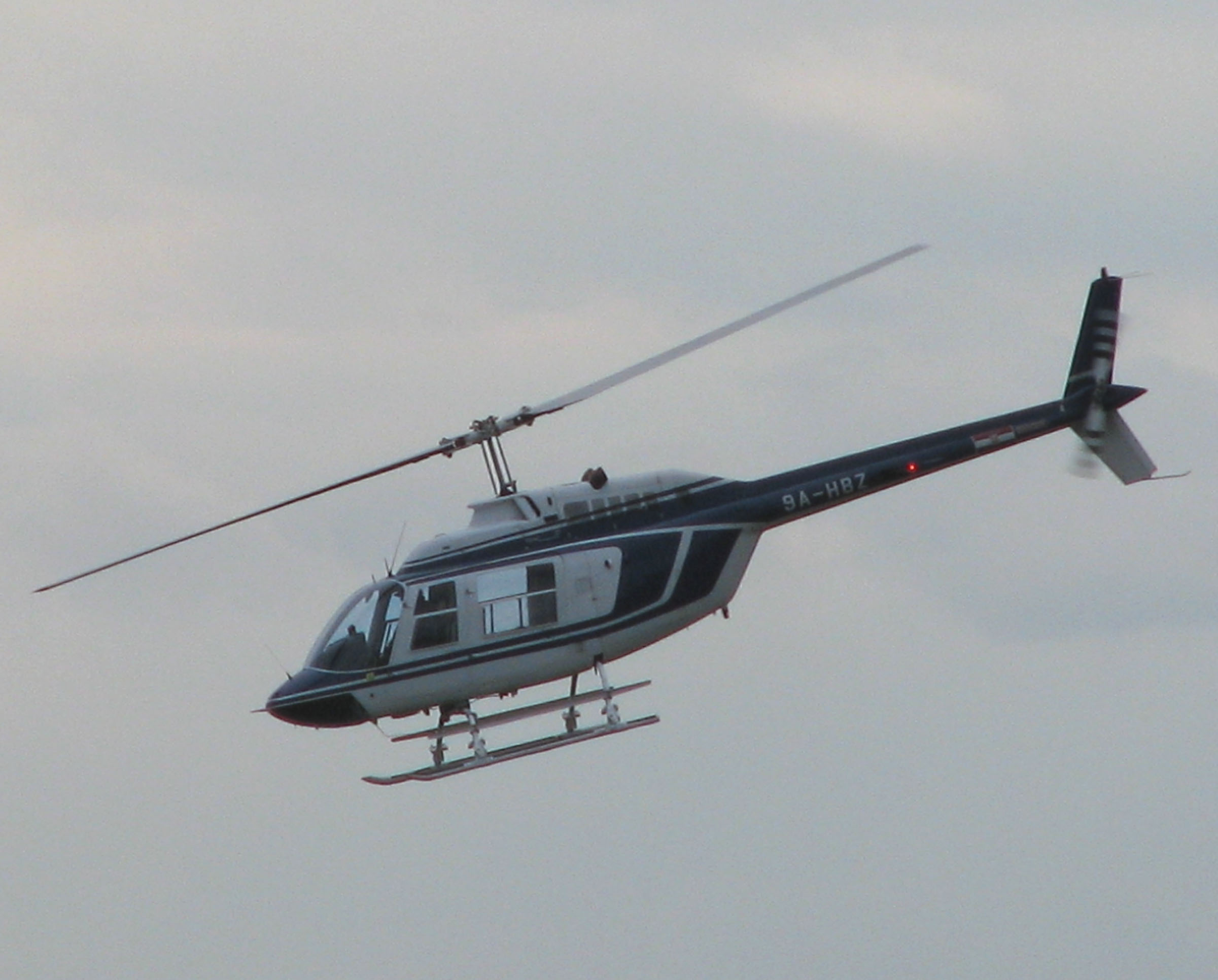
Два Bell 206В-3 JetRanger III
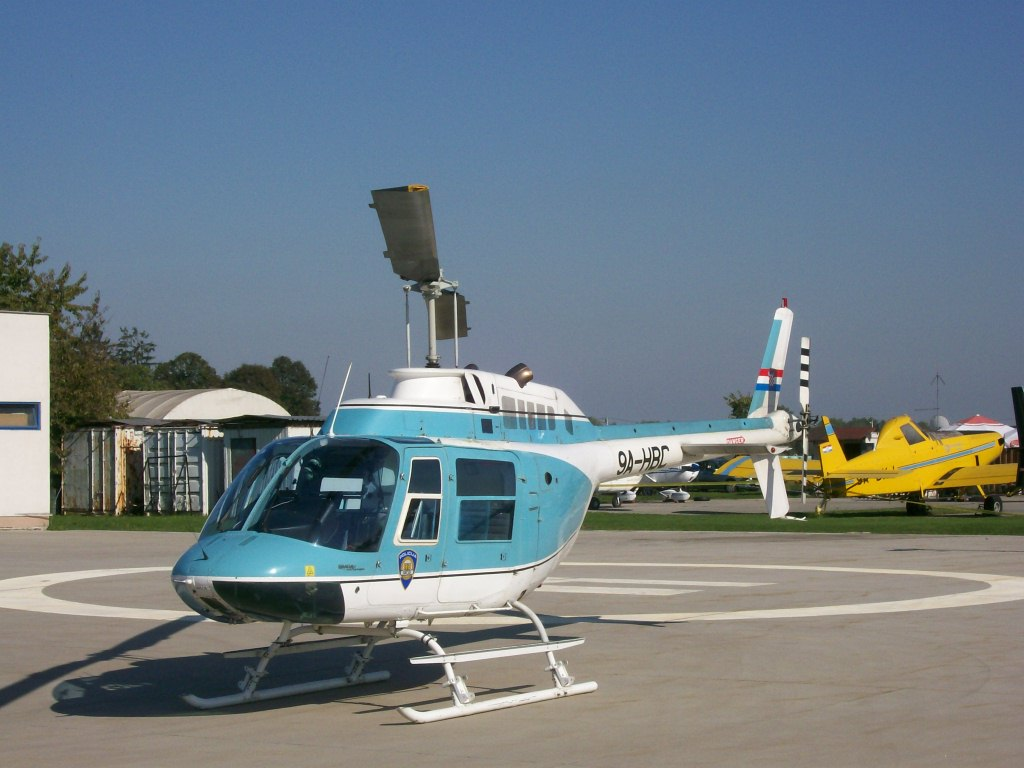
Один Bell 206В JetRanger II

Також два Eurocopter EC135 P2 та

один Robinson R22 Beta